# Baskin-Robbins

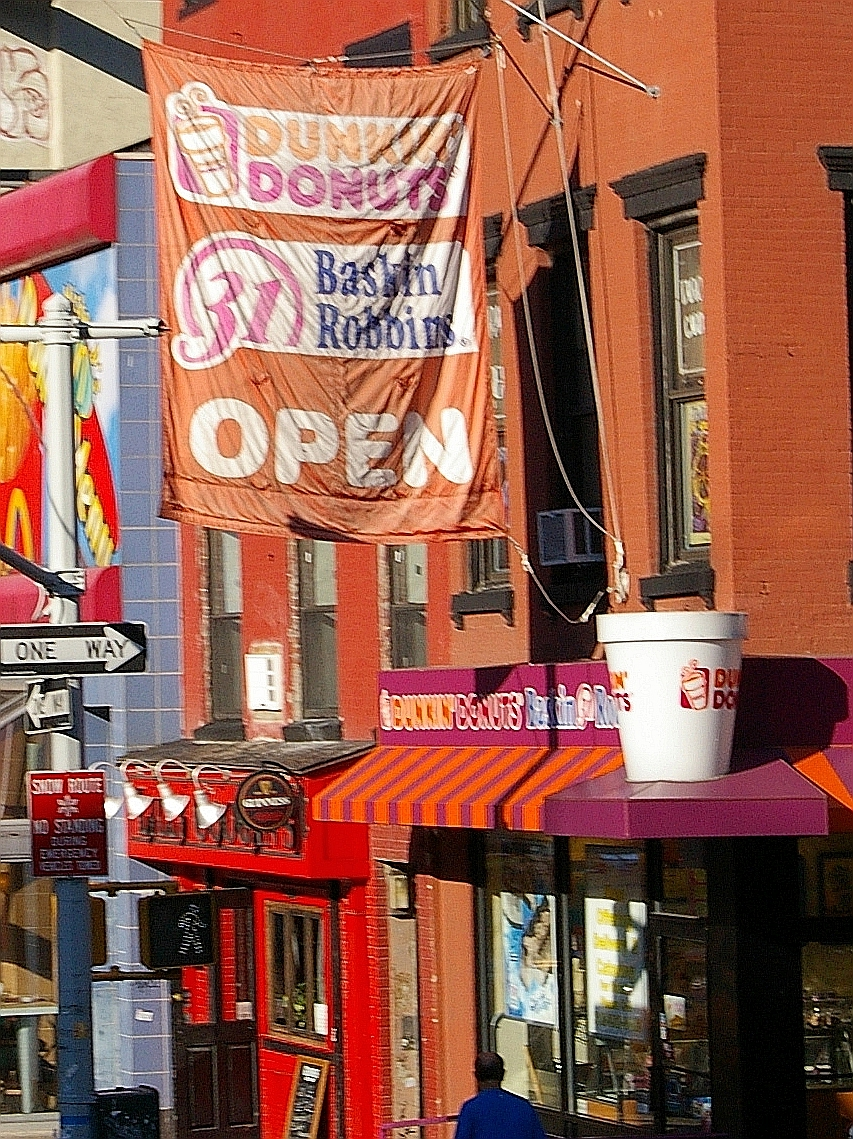
Baskin-Robbins in einer Filiale von Dunkin’ Donuts (in Brooklyn, NY)

Ehemaliges Logo von Baskin-Robbins

Baskin-Robbins ist eine US-amerikanische Eiscafé-Kette. Das Unternehmen wurde im Jahre 1945 in Glendale, Kalifornien von Burton Baskin und Irvine Robbins gegründet. Die einzelnen Cafés werden im Franchise-Prinzip geführt.
Baskin-Robbins wird durch die Dunkin’ Donuts Inc. betrieben, die mit ihrer Donut-Kette auch in Deutschland Restaurants betreibt.
Seit 2020 gehört Baskin-Robbins wie auch sein Schwesterunternehmen Dunkin‘ zur Unternehmensgruppe Inspire Brands, die wiederum mehrheitlich dem Private-Equity-Investor Roark Capital gehört.

## 31
Die Zahl 31, die sich als Mittelpunkt des alten Firmenlogos und jetzt stilisiert im neuen Firmenlogo wiederfindet, hat elementare Bedeutung für die Firmengeschichte: die Marketingstrategie, für jeden Tag des Monats eine andere Eissorte anzubieten, machte das Unternehmen in den USA berühmt. Über die Jahre gab es über 1000 verschiedene Eissorten, von denen heute 21 Grundsorten und bis zu 35 weitere Sorten je nach Saison und Region angeboten werden.

## Deutschland
In den 1980er Jahren gab es Filialen in den größeren Städten Deutschlands. Die Kette ist heute nur noch in Militärstützpunkten der Streitkräfte der Vereinigten Staaten zu finden und somit für die meisten deutschen Bürger nicht zugänglich.